# Liste des seigneurs puis ducs de Bracciano
 (août 2024).
 (août 2024).
Si vous disposez d'ouvrages ou d'articles de référence ou si vous connaissez des sites web de qualité traitant du thème abordé ici, merci de compléter l'article en donnant les références utiles à sa vérifiabilité et en les liant à la section « Notes et références ».

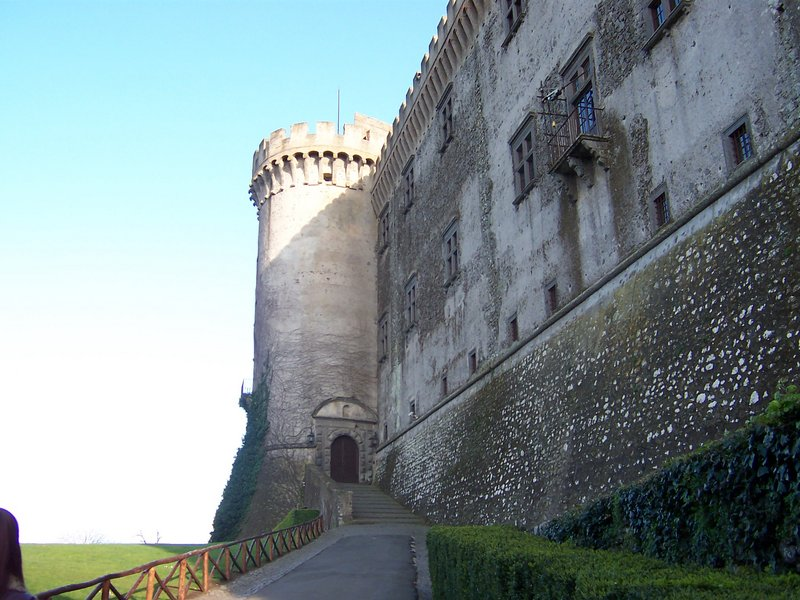
Le château des ducs de Bracciano

En 1419 le pape Martin V cède le fief de Bracciano aux Orsini de la branche de Tagliacozzo. En 1696, le château est vendu à Livio Odescalchi, neveu du Pape Innocent XI, et le titre passe à la famille Odescalchi.

## Les Orsini des comtes de Tagliacozzo
Carlo Orsini (1419 - † après 1445)
Seigneur de Pacentro, Lamentana, Fornello, Scrofano, Selci, Campagnano et Trevignano : noble romain.
Carlo Orsini est le quatrième fils de Giovanni Orsini, seigneur de Nerola et sénateur de Rome, et de Bartolomea Spinelli. Il est le frère de ses aînés Francesco, conseiller royal et Maréchal du royaume de Sicile, Giordano, cardinal-archevêque de Naples, et Orsino, Grand Chancelier du royaume de Naples. Cette branche de la famille Orsini descende de Napoleone Orsini, premier comte de Tagliacozzo en 1253, le comté de Tagliacozzo ayant échu à une autre branche. Carlo Orsini épouse Paola Gironima Orsini des comtes de Tagliacozzo.
En 1419 le Pape Martin V investit Carlo Orsini de la seigneurie et du vicariat de Bracciano. Patrice de Venise en 1426, il devient seigneur de Pouzzoles et Grand Connétable du royaume de Sicile sous Jeanne II.
Napoleone Orsini (après 1445 - † à Rome le 3 octobre 1480)
Fils aîné du précédent, seigneur de Bracciano, Campagnano, Trevignano, Scrofano, Bardella et Fornello : noble romain et patrice vénitien.
Il épouse Francesca Orsini († après le 1er février 1483). C'est lui qui édifie pour l'essentiel le château qui domine la cité de Bracciano. Il devient par héritage 7e comte de Tagliacozzo et Albe et baron de Cerbara, ainsi que seigneur de Vicovaro, Scarpa, Roccagiovine, Scanzano et Castelvecchio en 1456. Il vend Canino en 1460. Il est nommé par le pape Capitaine Général de la Sainte Église Romaine en 1464 et encore à partir de 1477. Il achète en 1467 à la famille Pagano les droits sur Corbara, Carcumello, Poggio Filippo, Pagliano et Flumine, ainsi que l'usufruit de l'abbaye della Vittoria. En 1476, il abandonne au Pape avec ses frères ses droits sur les fiefs et vicariats de Torre, Roccantica, Silice et Castiglione. Il possédait 43 fiefs dans le royaume de Naples et servit le roi de Naples comme condottiere.
Gentil-Virginio Orsini (3 octobre 1480 - † empoisonné à Naples en janvier 1497)
Fils aîné du précédent, 8e comte de Tagliacozzo et Albe, baron de Corbara (avec Carcumello, Poggio Filippo, Pagliano et Flumine) : seigneur de Bracciano, Trevignano, Scrofano, Bardella, Fornello et Isola Farnese : noble romain et patrice vénitien.
Il épouse Isabella Orsini, fille de Raimondo Orsini, prince de Salerne. Il est fait chevalier de l'Ordre d'Ermellino en 1463, ainsi que patrice napolitain à l'occasion du siège de Capoue en 1490.
Il achète aux Cybo le 13 septembre 1492 le comté d'Anguillara et les seigneuries de Monterano, Cerveteri, Vianino, Bagni di Stigliano et Rota. Gentil-Virginio Orsini fut Grand Connétable du royaume de Naples jusqu'en juin 1495, date à laquelle le roi Ferdinand II lui confisque pour félonie son comté de Tagliacozzo et tous ses fiefs dans le royaume.
Gian-Giordano Orsini (janvier 1497 - † au château de Vicovaro en octobre 1517)
Fils aîné du précédent, 9e comte de Tagliacozzo et Albe (fiefs conquis par les Colonna en 1502, rendus en juin 1506, définitivement perdus par la suite), seigneur de Bracciano, Campagnano, Trevignano, Scrofano, Vicovaro et Fornello : noble romain, patrice napolitain (inscrit lors du siège de Capoue) et patrice vénitien. 
Il épouse en premières noces à Naples le 10 novembre 1493 Maria-Cécilia d'Aragon (née en 1473, † en janvier ou février 1503), fille naturelle et légitimée du roi de Naples Ferdinand Ier et en secondes noces à Rome le 24 mai 1506 Felice della Rovere (née à Savone vers 1483, † à Bracciano le 27 décembre 1536), fille naturelle et légitimée du Pape Jules II.
Gian-Giordano Orsini obtient la dignité de Premier Assistant au Seuil Pontifical après la paix avec la famille Colonna voulue par le Pape Jules II en 1511. Cette dignité donne à la branche de Bracciano une prééminence sur toutes les autres branches de la famille Orsini à la Cour Pontificale. Gian-Giordano Orsini était chevalier de l'Ordre de Saint-Michel, général français et portait le qualificatif d'Altesse.
Girolamo Orsini (octobre 1517 - † vers 1545)
Fils du précédent et de Felice della Rovere, seigneur de Bracciano, Campagnano, Galeria, Trevignano, Scrofano, Fornello et Vicovaro : noble romain, patrice vénitien (confirmé par le Sénat de Venise en 1534, titre purement honorifique) et patrice napolitain, Premier Assistant au Seuil Pontifical.
Il obtient les seigneuries de son père après que son demi-frère aîné Napoleone (fils de Gian-Giordano et de Maria-Cécilia d'Aragon) eut renoncé à ses droits pour devenir ecclésiastique (il sera abbé de San Salvatore de Farfa deux ans plus tard en 1519). Ce dernier quitte plus tard l'état religieux pour revendiquer l'héritage de son père, mais sans succès, n'obtenant que la seigneurie de Vicovaro, qui lui est ultérieurement confisquée par le Pape. Napoleone est finalement assassiné sur ordre de Girolamo en 1533 près de la Porte de Lateran à Rome.
Girolamo Orsini épouse Francesca Sforza († après le 11 juin 1546), fille de Bosio II, comte de San Fiora et de Costanza Farnèse.

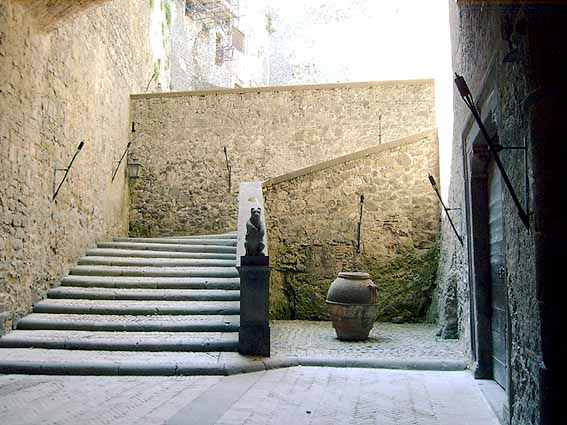
Entrée du château Orsini-Odescalchi, où l'on peut voir une statuette d'ours, symbole de la famille Orsini.

Paolo Giordano Ier Orsini (vers 1545 - † à Salò le 13 novembre 1585)
Fils aîné du précédent, seigneur, puis en 1558, 1er duc de Bracciano (le duché comprenait Bracciano, Campagnano, Cerveteri, Anguillara, Galeria, Scrofano, Trevignano, Monterano, Formello, Isola, Vicovaro, Cantalupo, Bardella, San Gregorio et Saracinesco) : noble romain, patrice vénitien et patrice napolitain, Premier Assistant au Seuil Pontifical.
Paolo Giordano né à Bracciano en 1541. Il n'a donc que quatre ans environ lorsqu'il hérite de son père. En 1560, il obtient le titre de 1er marquis d'Anguillara. Ce titre passe par la suite à la primogéniture masculine des ducs de Bracciano.
En 1565, il épouse Isabelle de Médicis (née à Florence le 31 août 1542), fille du grand-duc de Toscane Cosme Ier de Médicis. Il l'assassine à Empoli le 16 mai 1576.
Pendant la bataille de Lépante, Paolo Giordano Orsini a le grade de Général de l'infanterie pontificale. Peu après le 10 avril 1585, il épouse en secondes noces à Rome Vittoria Accoramboni (née à Gubbio le 15 février 1557, assassinée à Padoue le 22 ou 23 décembre 1585).
Virginio Orsini (13 novembre 1585 - † à Rome le 9 septembre 1615)
Fils aîné du précédent, 2e duc de Bracciano, comte d'Anguillara, seigneur de Trevignano, Cerveteri, Isola, Campagnano, Galeria, Scrofano, Fornello, San Gregorio, Monterano et Corese : noble romain, patrice vénitien et patrice napolitain; Premier Assistant au Seuil Pontifical.
Il nait en 1572 du premier mariage de Paolo Giordano Ier et prend aussitôt le titre de 2e marquis d'Anguillara en tant que premier fils.
Le 10 avril 1589, il épouse Flavia Peretti Damasceni († à Rome le 14 septembre 1606). En 1594, il commande 100 arquebusiers et 100 cuirassiers toscans dans la guerre contre les turcs en Hongrie. En 1600, il devient Grand d'Espagne de première classe et en 1605 chevalier de la Toison d'Or. En 1607, il obtient la pleine propriété de Vicovaro avec Bardella, Saracinesco et Cantalupo. Il était également chevalier de l'Ordre de Saint-Étienne et Général de l'armée pontificale. 
Paolo-Giordano II Orsini (9 septembre 1615 - † à Rome le 24 mai 1646)
Fils aîné du précédent, 3e duc de Bracciano, seigneur de Campagnano, Trevignano, Galeria, Fornello, Vicovaro, Cantalupo, Corese, Scrofano, Cerveteri, San Gregorio, Monterano, Isola, Saracinesco et Cesano, Grand d'Espagne de première classe : noble romain, patrice vénitien et patrice napolitain, Premier Assistant au Seuil Pontifical.
Il nait à Rome en 1591 et prend aussitôt le titre de 3e marquis d'Anguillara en tant que premier fils.
Il épouse à Rome en 1622 la princesse Isabella Appiano, princesse souveraine de Piombino (née à Gênes en 1577 et † à Rome le 10 novembre 1661). Il devient à ce titre avec son épouse prince régnant de Piombino de 1624 à 1634.
Il est créé prince du Saint-Empire romain avec le qualificatif d'illustrissimus par Décret impérial du 17 ou 18 juillet 1623 après avoir été assimilé aux princes régnants du Saint-Empire romain par un Diplôme impérial du 12 juillet. Le 25 juin 1625, cette qualité de prince du Saint-Empire romain est confirmée et il lui est concédé de ce chef un blason. Le 20 octobre 1629, un Décret impérial lui confirme la faculté de battre monnaie et d'octroyer la noblesse.
Ferdinando Orsini (24 mai 1646 - † à Rome le 4 mars 1660)
Fils du précédent, 4e duc de Bracciano, prince du Saint-Empire romain, seigneur de Trevignano, Galeria, Scrofano, Cerveteri, Vicovaro, Bardella, Saracinesco, Monterano, Cantalupo, San Gregorio, Corese, Campagnano, Cesano, Scrofano et Fornello, Grand d'Espagne de première classe : noble romain, patrice vénitien et patrice napolitain ; Premier Assistant au Seuil Pontifical.
Ferdinando Orsini nait à Rome. Il épouse Giustiniana Orsini († à Rome le 22 décembre 1663), fille et héritière de Giovanni-Antonio Orsini, 1er prince de Scandriggia, 2e duc de San Gemini et comte de Nerola. Il obtint de par son mariage les titres de 2e prince de Scandriggia, 3e duc de San Gemini et comte de Nerola en 1639. En 1646, son comté de Nerola est érigé en duché.
Flavio Orsini (4 mars 1660 - 1696)
Deuxième fils du précédent, 5e duc de Bracciano, 3e prince de Scandriggia, prince du Saint-Empire romain, 5e duc de San Gemini, seigneur de Trevignano, Galeria, Corese, Cantalupo, Scrofano, Saracinesco, Monterano, Fornello, San Gregorio, Isola, Campagnano et Bardella, Grand d'Espagne de première classe : noble romain, patrice vénitien et patrice napolitain, Premier Assistant au Seuil Pontifical.
Flavio Orsini nait à Rome le 4 mars 1620. Il est déjà titulaire à la mort de son père des titres de 1er prince de Nerola (depuis le 16 janvier 1642) et de 4e marquis d'Anguillara (1646). Il épouse en premières noces Ippolita Ludovisi († à Rome le 29 avril 1674) puis en secondes noces, en février 1675, Marie-Anne de La Trémoille (née à Paris en 1642, † à Rome le 5 décembre 1722). Il a été fait chevalier de l'Ordre du Saint-Esprit en 1675.
Flavio Orsini vend Campagnano avec Scrofano, Formello et Cesano le 5 septembre 1661 aux Chigi pour 345 000 ducats. Il vend Galera en 1671, Corese à Giulio Orsini en 1680, Anguillara et Trevignano aux Grillo en 1693, Albano à la Chambre Pontificale en 1696. Enfin, il vend Bracciano à Livio Odescalchi, neveu du Pape Innocent XI, cette même année 1696. Flavio Orsini meurt à Rome le 5 avril 1698.
À sa mort, il y a un litige entre sa veuve et les Orsini de Gravina pour la succession des quelques fiefs restants soumis à fidéicommis ou primogéniture. Presque tout le patrimoine subsistant est vendu par Marie-Anne Orsini pour payer les dettes nées de ce procès.
Le frère de Flavio, Lelio Orsini, 2e duc de Nerola, qui avait obtenu quelques fiefs de son frère, les avait vendu les uns après les autres (Cerveteri aux Ruspoli en 1674 pour payer ses dettes, Vicovaro en 1692 également pour payer ses dettes, et enfin son duché de Nerola aux Barberini). Il s'était fait moine capucin et était mort à Rome le 30 avril 1696.

## Les Odescalchi

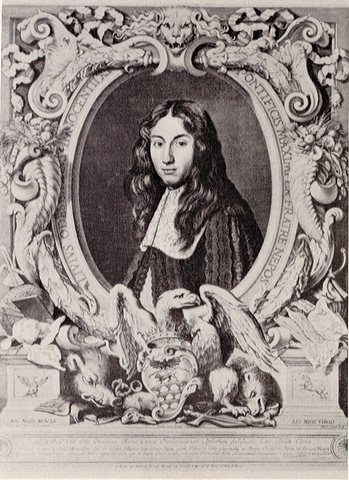
Livio Ier Odescalchi, duc de Bracciano, neveu du Pape Innocent XI.

Livio Ier Odescalchi (1696 - † 1713)
Neveu du Pape Innocent XI, 6e duc de Bracciano.
Livio Odescalchi nait en 1658. Il est le fils de Carlo Odescalchi, frère puîné de Benedetto Odescalchi, le futur Pape Innocent XI. Il a été inscrit sur le livre de la noblesse de Venise en 1676. Avant même d'acquérir de Flavio Orsini en 1696 le duché de Bracciano, pour près de deux millions de ducats, Livio Odescalchi a acquis en 1678 le duché de Ceri et en 1687 le château de Palo. 
En 1679, il est créé par l'empereur prince (fürst) du Saint-Empire romain avec le droit de transmettre le titre à ses descendants des deux sexes. En outre, s'étant distingué par sa valeur durant la Bataille de Vienne en 1683, l'empereur Léopold Ier  lui donne l'investiture des duchés de Sirmio (l'actuelle Sremska Mitrovica) et de Sava dans le royaume de Hongrie et en Slavonie, et lui concède le titre d'Altesse ducale. L'empereur avait entendu également par ces libéralités montrer sa reconnaissance envers son oncle le pape Innocent XI pour l'aide apportée par ce dernier pour permettre la libération de Vienne. Le roi d'Espagne Charles III l'avait fait chevalier de la Toison d'Or et lui avait concédé le titre de Grand d'Espagne de première classe. En 1689, le conclave des cardinaux l'avait fait Général de l'Église.
À la Diète de 1697, il se porte candidat, sans succès, au trône de Pologne. N'ayant pas de fils, Livio Ier Odescalchi adopte son petit-cousin Baldassare Erba, qui assume dès le 13 mai 1709 son nom et ses armes et hérite de ses biens et titres à sa mort en 1713.
Baldassarre Ier Odescalchi (1713 - † 1746)
Petit-cousin du précédent, 7e duc de Bracciano, duc de Sirmio et de Ceri, prince du Saint-Empire romain (confirmé par un Diplôme impérial du 20 mars 1714), comte palatin, Grand d'Espagne de première classe, Magnat de Hongrie, patrice de Gênes, de Milan, patrice honoraire de Ferrare : noble de Mondonico, d'Ascoli et de Corneto.
Baldassarre Erba nait à Milan le 2 février 1683. Son père est Antonio-Maria Erba, marquis de Mondonico, lui-même fils d'Alessandro Erba et de Lucrezia Odescalchi. Cette dernière est la sœur du Pape Innocent XI et de Carlo Odescalchi, père du duc de Bracciano Livio Ier Odescalchi. Ce dernier n'ayant pas d'enfant adopte Baldassarre qui prend en 1709 ses armes et son nom.
Il épouse le 7 janvier 1717 Flaminia Borghese (née à Rome le 18 avril 1692, † également à Rome le 6 novembre 1718), fille de Marcantonio Borghese, prince de Sulmona. Il épouse en secondes noces le 10 décembre 1721 la propre sœur de sa première épouse, Maria-Maddalena Borghese (née à Rome le 2 mai 1694, † à Rome le 10 octobre 1731).
Livio II Odescalchi (1746 - † 1805)

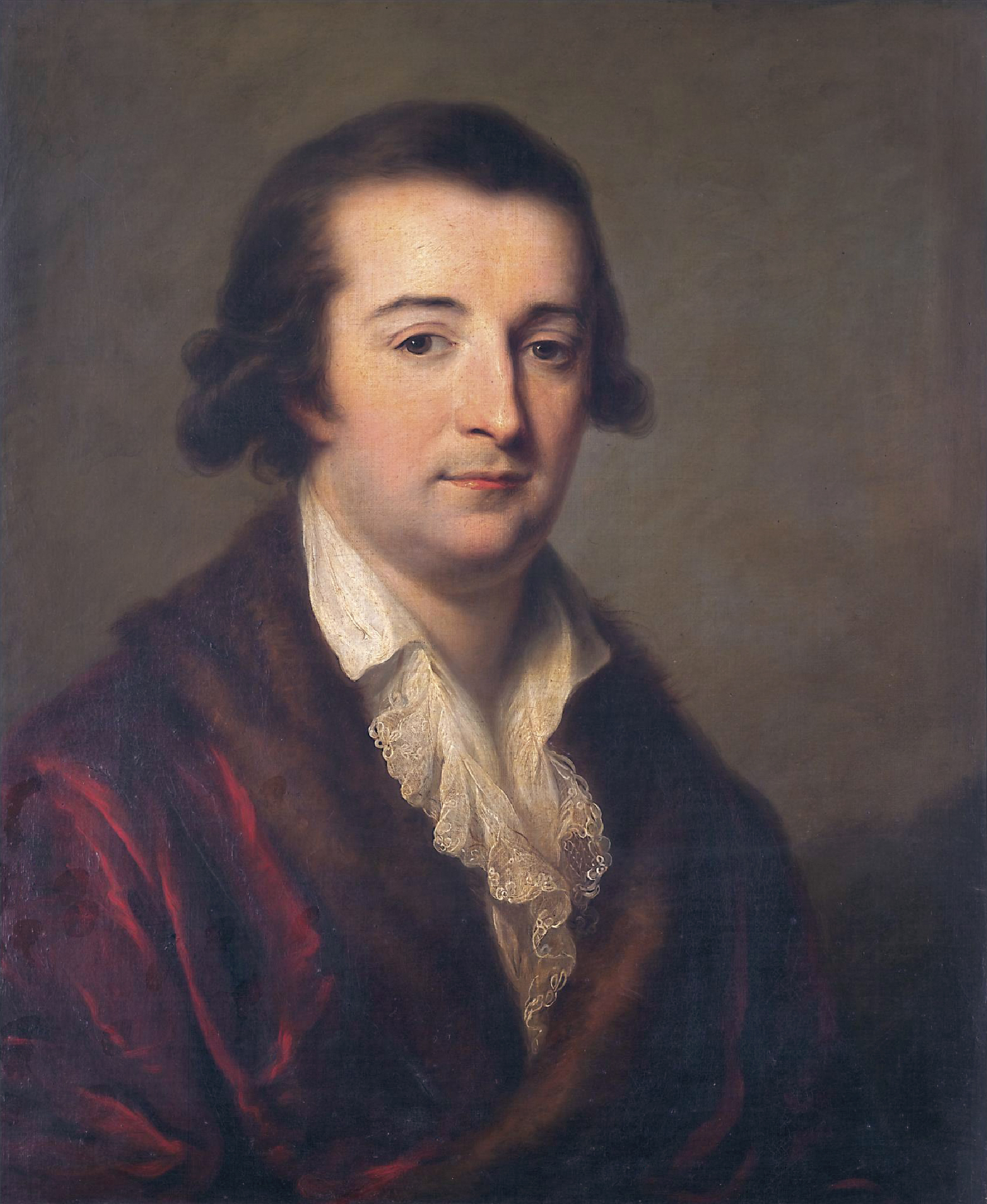
Duc di Chiesi, fils de Livio Erba-Odascalchi, duc di Bracciano
et de Vittoria Corsini
Angelica Kauffmann, 1784
Collection privée

Fils du second lit du précédent, 8e duc de Bracciano, duc de Sirmio et de Ceri, prince du Saint-Empire romain, comte palatin, Grand d'Espagne de première classe, Magnat de Hongrie, patrice de Gênes, de Milan, patrice honoraire de Ferrare : noble de Mondonico, d'Ascoli et de Corneto.
Livio II Odescalchi nait le 13 février 1725. Il épouse en 1747 Vittoria Corsini (née en 1732, † en 1797), fille de Filippo Corsini, prince de Sismano. Un Décret impérial de 1751 lui garantit le qualificatif d'Altesse ducale.
À la fin de sa vie, en 1803, son fils Baldassarre vend à Giovanni-Raimondo Torlonia le duché de Ceri, puis le duché de Bracciano (les terres et le château, avec Pisciarelli) pour payer ses dettes. Livio II ne garde que le titre de duc de Bracciano.
Baldassarre II Odescalchi (1805 - † à Rome le 10 août 1810
Fils aîné du précédent, 9e duc de Bracciano, duc de Sirmio, prince du Saint-Empire romain, comte palatin, comte de Pisciarelli, seigneur de Palo, Grand d'Espagne de première classe, Magnat de Hongrie, patrice de Gênes, de Milan, patrice honoraire de Ferrare : noble romain, de Mondonico, d'Ascoli et de Corneto.
Baldassarre II Odescalchi nait à Rome en 1748. Le 7 août 1777 il épouse Caterina-Valeria Giustiniani (née à Rome le 28 août 1761, † le 23 novembre 1813), fille du prince de Bassano.
Ayant vendu le duché de Bracciano sous son père en 1803, il n'était que le duc titulaire. Érudit, il écrivit une Storia dell’Accademia dei Lincei  (1806).
Innocenzo Ier Odescalchi (10 août 1810 - † à Obermeidling le 24 septembre 1833)
Fils aîné du précédent, 10e duc de Bracciano, duc de Sirmio, prince du Saint-Empire romain, comte palatin, comte de Pisciarelli, seigneur de Palo, Grand d'Espagne de première classe, Magnat de Hongrie, patrice de Gênes, de Milan, patrice honoraire de Ferrare : noble de Mondonico, d'Ascoli et de Corneto, Grand Maître de la cour de l'impératrice d'Autriche.
Innocenzo Ier Odescalchi nait à Rome le 22 juillet 1778. Il n'était que le duc titulaire de Bracciano, du fait de la vente du duché à Giovanni-Raimondo Torlonia en 1803.
Innocenzo Odescalchi épouse en premières noces à Vienne le 10 février 1801 Anna-Luisa, comtesse Keglevich von Buzin (née en 1778, † le 18 avril 1813), puis en secondes noces le 13 mars 1831 Enrichetta, comtesse Zichy de Zich et Vasonykeoe (née le 10 février 1800, † à Vienne le 12 décembre 1852).
Livio III Odescalchi (24 septembre 1833 - † à Rome le 11 novembre 1885)
Fils du premier lit du précédent, 11e duc de Bracciano, duc de Sirmio, prince du Saint-Empire romain, comte palatin, comte de Pisciarelli, seigneur de Palo, Grand d'Espagne de première classe, Magnat de Hongrie, patrice de Gênes, de Milan, patrice honoraire de Ferrare : noble de Mondonico, d'Ascoli et de Corneto.
Livio III Odescalchi nait à Vienne le 20 septembre 1805. Il épouse à Blatocerkiev le 11 juillet 1841 Sofia, comtesse Branicka (née à Blatocerkiev le 2 septembre 1821, † à Rome le 18 août 1886).
En 1849, il rachète à Marino Torlonia, héritier de Giovanni-Raimondo Torlonia son père, mort le 25 février 1829, le duché et le château de Bracciano. Il rachète également le comté de Pisciarelli. Il achète enfin à Marino Torlonia la principauté de Bassano. Le 17 janvier 1854, Livio Odescalchi est créé prince romain et noble romain conscrit.
Après le rattachement du Latium au royaume d'Italie (1870), les Odescalchi conservent jusqu'à aujourd'hui le château de Bracciano. Les ducs successifs furent :
- Baldassarre III Odescalchi (11 novembre 1885 - † 5 septembre 1909) : fils du précédent, 12e duc de Bracciano, membre de la commission chargée de présenter l'acte de plébiscite de l'annexion du Latium au royaume d'Italie (1870), député, sénateur du royaume d'Italie (octobre 1896).
- Innocenzo II Odescalchi (5 septembre 1909 - † 14 février 1953) : fils du précédent, 13e duc de Bracciano.
- Livio IV Odescalchi (14 février 1953 - † 14 décembre 1981), fils du précédent, 14e duc de Bracciano.
- Ladislao Odescalchi (14 décembre 1981 - † 16 mars 2000), frère du précédent, 15e duc de Bracciano.
- Carlo Odescalchi (depuis le 16 mars 2000), neveu du précédent, 16e duc de Bracciano.